# JNNニュースの森
『JNNニュースの森』（ジェイエヌエヌ ニュースのもり）は、TBS（JNN）系列で1990年4月2日から2005年3月27日まで放送していた夕方の報道番組である。通称「ニュースの森」。新聞ラ・テ欄ではスペースの都合上、ニュースを表す[N]の記号を用いて「[N]の森」のように表記することもあった。

## 概要
1962年10月から27年半放送された全国向けニュース番組の『JNNニュースコープ』と1975年10月から14年半放送された首都圏（関東地方）向けローカルニュース『テレポートTBS6』を統合する形で開始した。
夕方のニュース激戦区において、「JNNニュースコープ」末期は視聴率が低かったが、当番組が始まってからは次第に上昇し、初代キャスターの久和ひとみが担当していた1996年頃まで毎回最高視聴率を確保していた。その後は『TBSビデオ問題』によるTBSの報道番組・情報番組に対する信用失墜や、他局が1990年代後半から2000年代にかけて相次いで17時台に進出した事などにより視聴率で苦戦するようになるが、当番組では17時台への本格進出や芸能ニュースコーナーの設置などは番組終了まで一切行わず、終始ストレートニュースとしてのスタンスを貫き、番組は15年間続いた。
企画当初は先行する『FNNスーパータイム』（フジテレビ系列）や『NNNニュースプラス1』（日本テレビ系列）等のようにローカルニュースを全国ニュースに内包させた構成にする予定だったが、JNNは老舗かつ看板番組の夕方ローカルワイドニュースを抱える局が多い事もあり、系列各局から強い反発を受けた。その妥協策としてそれまでのローカル枠→全国枠の順番を全国枠→ローカル枠の順番に反転して、TBS・テレビユー山形・チューリップテレビのみ1時間の単一番組として構成した。実際、ローカル枠のタイトルでも『ニュースの森』を使っていたのは東北放送やテレビユー福島などごく一部に限られた。又、ニュースで取り上げる内容もJNNニュースコープ時代の内容を引き継いでおり オープニングのCGやBGMは視聴者から高い人気を誇り、まさに報道のTBSを表す看板報道番組の一つになった。
後継番組は、大型ニュース・情報番組『イブニング・ファイブ』。当時本番組と並んで夕方ニュースの老舗だった日本テレビ系列『NNNニュースプラス1』も1年後に終了している。

## 歴史

### 1990年度 - 1992年度（荒川・久和時代）
1990年4月2日に放送開始。それまで18時台前半に関東ローカルで放送されていた『テレポート6』に新メンバーを入れる形でスタートした。平日版はメインキャスターに『テレポート6』から引き続きフリーアナウンサーの荒川強啓と久和ひとみを起用。スポーツは新メンバーとして当時TBSアナウンサーの佐古忠彦、天気予報は気象予報士の森田正光が担当した。土曜・日曜版は前番組『JNNニュースコープ』（土曜・日曜版）を担当していた吉川美代子と戸崎貴広がそのまま続投した。
1990年度・1992年度の沿革
- 1990年4月2日：放送開始。
- 1991年9月30日：セットを一新。同日から使用されたCIロゴマーク（ミクロコスモス）を意識したものとなった。
- 1992年4月5日：戸崎が降板。当時兼務していた『ブロードキャスター』のスポーツに専念。
- 1992年4月11日：土曜・日曜版に田中宏明が登板。
- 1993年3月31日：放送開始から3年間務めた荒川と佐古が降板[注 6]。荒川は『ビッグモーニング』、佐古は『JNNスポーツ&ニュース』担当となった。

### 1993年度 - 1997年度前期（杉尾時代第1期 「杉尾・久和時代」）
1993年春に荒川と佐古が降板。荒川の後任はTBS報道局政経部（現在の報道局政治部）平河クラブキャップの杉尾秀哉、スポーツコーナーは平日版を安東弘樹が担当。
1993年度・1994年度・1995年度の沿革
- 1993年4月1日：セットとオープニング映像、テーマ曲を一新。平日はオープニングヘッドラインのナレーションを担当するアナウンサー（鈴木順ら）などがVTR中のニュース原稿を読む形式に変更。
- 1994年4月3日：田中が降板。
- 1994年4月：テーマ曲とテロップを変更。
- 1994年4月9日：土曜・日曜版に初田啓介が登板。
- 1994年10月3日：TBS放送センター（現社屋）に移転に伴いセットとオープニング映像、テーマ曲を一新。
- 1995年4月9日：日曜日にお天気コーナーが設けられ気象予報士の原田龍彦と杉江勇次が登板し、隔週交代で日曜日のお天気コーナーを担当。
- 1996年3月29日：久和と安東が降板。久和降板以降、外部のフリーアナウンサー・キャスターやタレントをメインキャスターへ起用するケースは『イブニング・ファイブ』開始まで行われなかった。

### 1996年度・1997年度前期 (杉尾・門脇時代)
1996年度・1997年度前期の沿革
- 1996年4月1日：久和の後任に、報道局政治部記者の門脇利枝が就任。メインキャスターがTBS社員のみになるのは、『JNNニュースコープ』の終了以来6年ぶり。スポーツは福島弓子が担当。
- 1996年9月29日：初田が降板。
- 1996年10月5日：土曜・日曜版キャスターとして岩井健浩が登板。それまで土曜・日曜版メインキャスターは吉川単独だったが、この代からは吉川・岩井コンビとなり、土曜・日曜のスポーツコーナーは岩井が兼任。日曜日の天気は原田龍彦が退任以降メインキャスター兼任となった。
- 1997年3月31日：関東地区に限りフライングスタートを実施。平日版の放送時間が5分拡大され17:55スタートとなる。
- 1997年9月26日：杉尾が退任。杉尾は、報道局外信部デスクと『新サンデーモーニング』のリポーター担当になった。

### 1997年度後期 - 2001年度後期（松原・門脇時代）
1997年9月、杉尾が降板しリニューアル。後任は、TBS報道局社会部→経済部記者の松原耕二が担当。
1997年度後期・1999年度後期の沿革
- 1997年9月29日：松原就任と同時に、タイトルロゴ及びセット、オープニング映像、テーマ曲を一新。
- 1997年10月5日：日曜日の天気キャスターに森朗が就任。
- 1999年3月26日：福島が降板。
- 1999年3月29日：スポーツコーナーを月曜日・火曜日を小倉弘子、水曜日 - 金曜日を木村郁美がそれぞれ担当。交代制となるのは今回が初。
- 1999年9月21日：小倉が降板。小倉は『筑紫哲也NEWS23』担当になった。
- 1999年9月24日：門脇が退任。門脇はBS-i設立に参加。

### 1999年度後期 - 2000年度 (松原・進藤時代)
1999年度後期・2000年度の沿革
- 1999年9月27日：門脇の後任に、当時TBSアナウンサーの進藤晶子が登板。スポーツコーナーは月曜日・水曜日・金曜日を新タ悦男が務め、木村は火曜日・木曜日担当となった。
- 2000年2月24日：木村が降板。木村は『エクスプレス』担当になった。
- 2000年2月28日：スポーツコーナーは新タは月曜日 - 水曜日担当となり、木曜日・金曜日は当時新人だった豊田綾乃に交代。
- 2000年4月3日：平日版の放送時間が1分前拡大され17:54開始に繰り上がると共に、18:00の飛び乗り点が廃止され全国一律で17:54開始となった。同時にセット、オープニング映像、テーマ曲を一新。また、ネットスポンサーが消滅して全編ローカルセールス枠となる。
- 2000年9月27日：新タが降板。新タは『BS-iスポーツニュース』担当になった。
- 2000年10月2日：スポーツコーナーは月曜日・火曜日を海保知里、豊田は水曜日 - 金曜日担当となった。
- 2001年3月1日：初代女性メインキャスター・久和ひとみが急性肝不全の為死去（享年40歳）。当日の放送で訃報が告げられた。
- 2001年3月27日：海保が降板。海保はTBSラジオの『小堺一機のサタデーウィズ』に専念。
- 2001年3月30日：進藤が降板。進藤は半年間の休暇の後、2001年9月末にTBSを退社。

2001年度前期の沿革(松原・小川時代)
- 2001年4月2日：進藤の後任に、小川知子が登板。またスポーツコーナーは豊田が全曜日担当となる。
- 2001年9月28日：松原が退任。松原は杉尾と入れ違いで同番組の編集長に就任。
- 2001年9月30日：岩井が降板。平日版のフィールドキャスターに転身。

### 2001年度後期 - 2004年度後期（杉尾時代第2期 「杉尾・小川時代」）
2001年10月、松原に代わって、前任の杉尾秀哉が4年ぶりに復帰。週末版のキャスターには伊藤隆太が登板。
2001年度後期・2004年度前期の沿革
- 2001年10月1日：メイン交代と同時にタイトルロゴ、オープニング映像、テーマ曲、セットを一新。
- 2001年10月6日：伊藤が登板。
- 2002年3月25日：平日19時台のレギュラー番組のフライングスタート実施により、平日版の放送開始が17:50となる。また金曜日のスポーツコーナーはこの週から佐藤文康に交代[注 7]。
- 2002年4月1日：この日から、全国枠でのみリアルタイム字幕放送を実施。
- 2002年9月30日：タイトルロゴ、オープニング映像、テーマ曲、セットを再一新。
- 2004年3月28日：吉川と伊藤が降板。吉川は1984年10月の『JNNニュースコープ』平日・週末から通算して合計18年半夕方のキャスターを務めた。降板後は『ウォッチ!』のコメンテーターとなる。伊藤は『ニュースフロント』担当になった。
- 2004年4月3日：土曜・日曜版のキャスターに柴田秀一・長峰由紀が登板。2004年3月に終了した『ベストタイム』から横滑りでの起用となった。
- 2004年9月23日：豊田が降板。
- 2004年9月24日：杉尾と小川が降板。杉尾はTBS編成制作本部報道局取材センター社会部長、小川は報道局外信部の記者となった[注 8]。
- 2004年9月26日：柴田が降板。柴田は『はなまるマーケット』と『ジャスト』のニュース担当になった。

### 2004年度後期（小倉・池田時代）
2004年度後期の沿革、15年の放送に幕
2004年10月、新メインに5年ぶりにスポーツコーナー担当だった小倉弘子とかつて『筑紫哲也 NEWS23』でサブキャスターを務めていた池田裕行がメインとなる。スポーツコーナーは月曜日・火曜日を安東弘樹が8年半ぶりに、水曜日・木曜日を高野貴裕がそれぞれ担当。土曜・日曜版のキャスターは、長峰と駒田健吾が担当。
- 2004年9月27日：新メンバーに加えセットとオープニング映像、テーマ曲を一新。この日は、当時衆議院議員だった田中眞紀子が生出演した。
- 2004年10月2日：駒田が登板。
- 2004年12月：視聴率の低迷化等により、翌年3月での番組終了が発表される。
- 2005年3月22日：安東が降板。安東は『きょう発プラス!』担当になった。
- 2005年3月24日：高野が降板。高野は『王様のブランチ』担当になった。
- 2005年3月25日：平日版終了。小倉、池田、森田は次番組『イブニング・ファイブ』も続投。佐藤・サブキャスターだった竹内は終了と同時に降板し、竹内は『みのもんたの朝ズバッ!』担当に、佐藤は実況中継を中心に担当。
- 2005年3月27日：週末版終了。長峰、駒田、森は次番組『JNNイブニング・ニュース』も続投。

## 出演者
| 期間 | 期間      | 平日       | 平日        | 平日     | 平日     | 平日     | 平日     | 平日     | 平日             | 土曜・日曜                  | 土曜・日曜            | 土曜・日曜        |
| 期間 | 期間      | キャスター | キャスター  | スポーツ | スポーツ | スポーツ | スポーツ | スポーツ | 天気             | キャスター                  | キャスター            | 天気 日曜日のみ   |
| 期間 | 期間      | 男性       | 女性        | 月曜     | 火曜     | 水曜     | 木曜     | 金曜     | 天気             | メイン                      | スポーツ （サブ兼任） | 天気 日曜日のみ   |
| --- | --------- | ---------- | ----------- | -------- | -------- | -------- | -------- | -------- | ---------------- | --------------------------- | --------------------- | ----------------- |
| 1990.4.2 | 1993.3.31 | 荒川強啓1  | 久和ひとみ1 | 佐古忠彦 | 佐古忠彦 | 佐古忠彦 | 佐古忠彦 | 佐古忠彦 | 森田正光1･2･5･11 | 吉川美代子2･3･7             | 戸崎貴広2･4           | （なし）          |
| 1993.4.1 | 1995.10.1 | 杉尾秀哉   | 久和ひとみ1 | 安東弘樹 | 安東弘樹 | 安東弘樹 | 安東弘樹 | 安東弘樹 | 森田正光1･2･5･11 | 吉川美代子2･3･7             | 田中宏明4・6          | 原田龍彦 杉江勇次 |
| 1995.10.2 | 1996.3.31 | 杉尾秀哉   | 久和ひとみ1 | 安東弘樹 | 安東弘樹 | 安東弘樹 | 安東弘樹 | 安東弘樹 | 森田正光1･2･5･11 | 吉川美代子2･3･7             | 初田啓介4・6          | 原田龍彦 杉江勇次 |
| 1996.4.1 | 1997.3.30 | 杉尾秀哉   | 門脇利枝    | 福島弓子 | 福島弓子 | 福島弓子 | 福島弓子 | 福島弓子 | 森田正光1･2･5･11 | 吉川美代子2･3･7             | 初田啓介4・6          | 原田龍彦 杉江勇次 |
| 1997.3.31 | 1997.9.28 | 杉尾秀哉   | 門脇利枝    | 福島弓子 | 福島弓子 | 福島弓子 | 福島弓子 | 福島弓子 | 森田正光1･2･5･11 | 吉川美代子2･3･7             | 岩井健浩3・8          | 原田龍彦 杉江勇次 |
| 1997.9.29 | 1999.3.28 | 松原耕二   | 門脇利枝    | 福島弓子 | 福島弓子 | 福島弓子 | 福島弓子 | 福島弓子 | 森田正光1･2･5･11 | 吉川美代子2･3･7             | 岩井健浩3・8          | 森朗2･11･12       |
| 1999.3.29 | 1999.9.26 | 松原耕二   | 門脇利枝    | 小倉弘子 | 小倉弘子 | 木村郁美 | 木村郁美 | 木村郁美 | 森田正光1･2･5･11 | 吉川美代子2･3･7             | 岩井健浩3・8          | 森朗2･11･12       |
| 1999.9.27 | 2000.2.27 | 松原耕二   | 進藤晶子    | 新タ悦男 | 木村郁美 | 新タ悦男 | 木村郁美 | 新タ悦男 | 森田正光1･2･5･11 | 吉川美代子2･3･7             | 岩井健浩3・8          | 森朗2･11･12       |
| 2000.2.28 | 2000.10.1 | 松原耕二   | 進藤晶子    | 新タ悦男 | 新タ悦男 | 新タ悦男 | 豊田綾乃 | 豊田綾乃 | 森田正光1･2･5･11 | 吉川美代子2･3･7             | 岩井健浩3・8          | 森朗2･11･12       |
| 2000.10.2 | 2001.4.1  | 松原耕二   | 進藤晶子    | 海保知里 | 海保知里 | 豊田綾乃 | 豊田綾乃 | 豊田綾乃 | 森田正光1･2･5･11 | 吉川美代子2･3･7             | 岩井健浩3・8          | 森朗2･11･12       |
| 2001.4.2 | 2001.9.30 | 松原耕二   | 小川知子9   | 豊田綾乃 | 豊田綾乃 | 豊田綾乃 | 豊田綾乃 | 豊田綾乃 | 森田正光1･2･5･11 | 吉川美代子2･3･7             | 岩井健浩3・8          | 森朗2･11･12       |
| 2001.10.1 | 2002.3.31 | 杉尾秀哉   | 小川知子9   | 豊田綾乃 | 豊田綾乃 | 豊田綾乃 | 豊田綾乃 | 豊田綾乃 | 森田正光1･2･5･11 | 吉川美代子2･3･7             | 伊藤隆太              | 森朗2･11･12       |
| 2002.4.1 | 2004.3.28 | 杉尾秀哉   | 小川知子9   | 豊田綾乃 | 豊田綾乃 | 豊田綾乃 | 豊田綾乃 | 佐藤文康 | 森田正光1･2･5･11 | 吉川美代子2･3･7             | 伊藤隆太              | 森朗2･11･12       |
| 2004.3.29 | 2004.9.26 | 杉尾秀哉   | 小川知子9   | 豊田綾乃 | 豊田綾乃 | 豊田綾乃 | 豊田綾乃 | 佐藤文康 | 森田正光1･2･5･11 | 柴田秀一 長峰由紀7･10･11･12 | （メイン兼任）        | 森朗2･11･12       |
| 2004.9.27 | 2005.3.25 | 池田裕行11 | 小倉弘子11  | 安東弘樹 | 安東弘樹 | 高野貴裕 | 高野貴裕 | 佐藤文康 | 森田正光1･2･5･11 | 長峰由紀7･10･11･12          | 駒田健吾11            | 森朗2･11･12       |
| - 01 『テレポート6』から続投。 - 02 『JNNニュースコープ』から続投。 - 03 『JNNスポーツ&ニュース』を兼務（いずれも担当時期は不明）。 - 04 『ブロードキャスター』スポーツコーナー、日曜日の『JNNフラッシュニュース』を兼務。 - 05 『JNNニュース1130』、『ウォッチ!』を兼務。 - 06 土曜日のローカルニュースパートを一部担当（田中は1995年4月以降）。 - 07 昼の『JNNニュース』を兼務（詳細は同番組のページを参照）。 - 08 一時期、ディレクターを兼任。 - 09 2002年10月から2003年3月まで『ジャスト』ニュースコーナーを兼務。 - 10 『報道特集NEXT』ニュースコーナー、日曜夕方の『THE NEWS』も続投。 - 11 『イブニング・ファイブ』、『JNNイブニング・ニュース』も続投。 - 12 日曜夕方の『THE NEWS』も続投。 |           |            |             |          |          |          |          |          |                  |                             |                       |                   |

### 代理キャスター
- 平日版のキャスターが夏休みや取材などで不在の場合、特に女性の場合は1994年頃まで当時週末版担当だった吉川が代理を務めることがあった。同年以降1999年度までは、主に奈良陽、柴田秀一、長峰由紀、長岡杏子らが代行した[注 9]。2000年度以降（特に女性メインキャスターの場合）は基本的に代役は置かず、残りの出演者だけで放送した。
- 森田がスタジオ不在時は、1995年度以降杉江→森が代行した（それ以前は不明）。
- 一方で、平日版のキャスターが週末版のキャスターの代理を務めたのは2002年9月末に小川が吉川の代理を一度務めた時だけだった。

## 放送時間
※全国枠以外はTBSテレビ（関東地方）における放送時間を記す。すべて日本時間。
| 期間      | 期間      | 平日                   | 平日                   | 土曜                   | 日曜                   |
| 期間      | 期間      | 全編                   | JNN全国枠              | 土曜                   | 日曜                   |
| --------- | --------- | ---------------------- | ---------------------- | ---------------------- | ---------------------- |
| 1990.4.2  | 1995.4.2  | 18:00 - 19:00 （60分） | 18:00 - 18:30 （30分） | 18:30 - 18:50 （20分） | 17:30 - 17:50 （20分） |
| 1995.4.3  | 1997.3.30 | 18:00 - 19:00 （60分） | 18:00 - 18:30 （30分） | 18:30 - 18:55 （25分） | 17:30 - 17:55 （25分） |
| 1997.3.31 | 2000.4.2  | 17:55 - 19:00 （65分） | 18:00 - 18:30 （30分） | 18:30 - 18:55 （25分） | 17:30 - 17:55 （25分） |
| 2000.4.3  | 2002.3.24 | 17:54 - 19:00 （66分） | 17:54 - 18:21 （27分） | 18:30 - 18:55 （25分） | 17:00 - 17:25 （25分） |
| 2002.3.25 | 2005.3.27 | 17:50 - 18:55 （65分） | 17:50 - 18:19 （29分） | 18:30 - 18:55 （25分） | 17:00 - 17:25 （25分） |

平日補足
- 1997年3月31日に開始時間が5分繰り上がって17時55分スタートとなったが、2000年3月まで全国パートは18時丁度からであった。そのため、18時までの5分間は番組内容の一部を紹介する時間に充てていた（事実上の『もうすぐ』枠扱い）。初期は今日のトップニュースを紹介した後、TBS報道局から杉尾→松原・門脇が週交代で番組のラインナップを紹介[注 10]、続いて森田のミニ天気コーナー〈今夜の天気 森田におまかせ〉で最新の天気や今後の予測をコンパクトに紹介し、CMを挟まず本編に続く流れとなったが、末期は〈走れ！生活防衛隊〉と銘打って、主婦向けの生活に関する情報や便利なグッズを紹介し、CMを挟まず本編に続く流れとなった。杉尾・門脇時代はタイトルロゴをCGで出していたが、松原就任後は男女が交互に「ニュースの森」とタイトルコールをした。後に関東ローカル天気と同様に全国の幼稚園や保育園園児達と女性幼稚園教諭、保育士が揃って「ニュースの森がはじまるよ、ワー」と声を出した後にミニ番組が始まる流れとなった。ただし、重大ニュース発生時はこれらは行わず、メインキャスターが該当する項目を伝える体制を執った。
- 2002年春改編から、平日19時のレギュラー番組がフライングスタートの実施により放送時間が繰り上がり、テレビ東京を除く平日夕方の全国ニュースでは最も早い開始となった[注 11]。

土曜日補足
- 毎年春・秋に放送される『オールスター感謝祭』など、特別編成時は時間を繰り上げて放送。現在の『報道特集』でも同様の措置を取っている。
- 1995年3月までTBSでは関東ローカルのニュースを『TBSニュース』で放送。1995年4月からTBSでは関東ローカルの『TBSニュース』を統合。全国パートは番組開始から20分間（日曜日も同様）。
- TBSでは土曜日の関東地方の天気予報を、現在も放送中の後続番組『ウィークエンドウェザー』で放送していた[注 12]。

日曜日補足
- 1995年3月まで、TBSでは17:50 - 17:55に別で天気予報を放送。関東ローカルのニュースの放送はなかった。1995年4月にTBSでは天気予報を統合。
- 2000年4月16日より、18時台後半の『ニッセイワールドドキュメント・未来の瞳』開始に伴い後枠『JNN報道特集』と共に30分繰り上げたため、日曜夕方のニュース番組で最も早い放送となった。

## シリーズ企画
関東地方向けローカル内の特集、または全国ネットの後半で随時放送されていた。 なお、全国ネットの後半についてはインターネット上のJNN News iに掲載される場合があった。
- シリーズ安全崩壊（ピッキングや銀行のキャッシュカード偽造など安全神話の崩壊、「JNN報道特集」でスペシャル版が放送された）
- シリーズ医療解体（医療を様々な面から斬る）
- シリーズ医療不信（書籍化される）
- シリーズ赤ちゃんが危ない（赤ちゃんに潜む危険を様々な面から取り上げる）
- シリーズ税金流出
- シリーズ年金告発
- シリーズ震災家族の再出発
- シリーズ謎を追う
- くらしのキーワード’98（森の現場内）
- シリーズ永田町・主役たちの夏
- シリーズ97年夏
- シリーズ戦後50年
- シリーズ銃社会アメリカ
- シリーズ銃社会 日本
- シリーズアメリカ大統領選挙
- シリーズ消費税5%
- シリーズ地球温暖化
- シリーズ薬物汚染
- シリーズ仮面集団
- シリーズインターネット生活
- シリーズ謎を追う!(関東ローカル特集内)
- シリーズ医療最前線
- シリーズ オウム追跡
- シリーズ少年法の陰で
- シリーズ台湾総統選
- シリーズ日本人の体力
- シリーズ薬物新汚染
- シリーズ決戦! 衆院選2003
- シリーズ アジア危機

## 番組内のコーナー

### 平日版
- JUNGLE（開始当初の特集コーナー）
- 列島アラカルト
  - 1994年夏頃に全国ネットの終盤近くに放送されたコーナー。列島各地の季節の話題を伝えた。同名のコーナーが「JNNおはようニュース&スポーツ」でも放送されていた。
- 森の現場
  - 1997年10月から全国ネット中盤に放送されたミニ特集。様々な角度から"今"を掘り下げる。
- 日本の四季
  - 1997年10月から2本目のCM前に放送されたコーナー。CM前ジングルにのせて、各地の季節の話題を映像で伝えた。3本目のCM前に放送されることもある。開始当初は「コマーシャルのあとは◯◯◯。その前にちょっと秋の映像です」と言っていた。
- ニュースフラッシュ→ニュースメドレー（1997.10 - 2004.9）→ニュースな言葉（2004.10 - 2005.3）
- 森田さんの5秒予告
  - 後述する東京電力のオープニングキャッチの前に放送。その後にCMを挟んで天気コーナー本編だった。
- 森田さんのお天気→森田さんのお天気ですかァ
  - 開始当初は『テレポート6』時代と同じく、スタジオで荒川・久和とのやり取りを交えながら解説していたが、メインキャスターが杉尾に変わる頃には裏番組の『ニュースプラス1』と同じく屋外（当時の本館の正面玄関前にあった一ツ木通り）から伝えるようになった。放送センターに移転してからはNスタジオ内のクロマキーで伝えるスタイルとなり、このスタイルが現在の『Nスタ』に至るまで踏襲されている。
  - 松原がメインキャスターだった時期からタイトルが『森田さんのお天気ですかァ』になり、コーナータイトルでは関東近郊の幼稚園・保育園の園児が登場して「森田さんのお天気ですかァ、ワー」と声を出していた。
  - 2000年代初頭までは関東のローカルセールス枠とは別に、このコーナーを一社提供するスポンサー枠があった（初期は第一不動産グループ[注 13]、1990年代中期ごろからは東京電力 [注 14]）。
- スポーツ きょうのナンバーワン
- エンタメスポーツ イチバン
- 水沼貴史のワールドサッカーパラダイス（サッパラ）
- 森田さんの10秒天気
- 森田さんの週天
- 走れ!生活防衛隊
  - 前述の5時55分からのパートで関東のみの放送。
- 特集コーナー
  - 新･噂のなんじゃもんじゃ
    - 1994年10月から、9月まで放送されていたビッグモーニングから移行する形で放送。

  - 「ニュースの森」アマチュアビデオ大賞
  - こだわり暮らし塾

### 土曜・日曜版
- Meet The World 世界は いま
  - 土曜日に放送された特集コーナー。2002年10月6日にも放送されたが、この日は日曜日であったため、吉川からのお断りがあった。
- 今週の予定
  - 日曜日のスポーツコーナー終了後に放送されていたが、放送時間の都合で放送されないことも多かった。なお、かつては日本テレビの『NNN日曜夕刊』でも同種のコーナーが全国枠の終わりに放送されていた。

## オープニング映像とBGM
- 初代 1990年度 - 1992年度　『久保田利伸』

『夕暮れの街並みをUFOによる物体がレーザー光線を出しながら正面に進み、どアップしながら上空に到達、同時に街並みは小さくなって草原に変わり、UFOが最上空に上がると同時に草原が捲る様に裏返って、タイトルロゴに変形し、夜の上空に向かうのと同時にもう一機のUFOが森の字に変わり、タイトルロゴの三角形の装着し、【JNNニュースの森】が完成。先程飛行していたUFOはタイトルロゴの正面を通過』
- - 平日 = OP映像の後、ヘッドラインを2つ(後期は3つ)紹介して本編に入る。
  - 週末 = OP映像の後、画面がスタジオ周辺にフェードして提供クレジット、本編に入る。

- 2/3代目 1993年度 - 1994年度前期『久保田利伸』

『画面右からJNNの正式名称【JAPAN NEWS NETWORK】と【SOCIETY】後から【MEDIA】、画面左から右へ【SCOOP】、画面右上から左へ【MONEY BONEY】と【SCINCE TECHNOLOGY】、画面右側の上から下へ【PORITICS GOVERNMENT】、画面左側の下から上へ【HAPNING EVENT INDUSTRY】と8つのニュースに関連する内容が流れ去っていくのと同時に画面左から【JNNニュースの森】のタイトルロゴが出て来て画面中央に表示。3秒後に消える。』
- - 平日 = 番組の冒頭はヘッドラインを3つ紹介し、3本目のヘッドラインを紹介した後 映像をバックにOP映像を出し、途中でスタジオ周辺にフェード。本編に入る。
  - 週末 = トップニュース映像をバックにOP映像を出し、画面がスタジオ周辺に切り替わり提供クレジット、本編に入る。（ただし週末は独自のBGMを使用。）

- 4代目 1994年度後期 - 1997年前期『神山純一』

『OP（1）【JNNニュースの森】のタイトルロゴが中央へ沈む。（平日のみ）/OP（2）【JNNニュースの森】のタイトルロゴがどアップした形で画面やや右下に移動した後、タイトルロゴはやや斜めに向ける様に中央へワイプアウト。（平日と週末のみ）』
- - 平日 = OP映像（1）の後、ヘッドラインを3つ紹介し、OP（2）の映像を出す。O：P後 CGが捲れて本編に入る。
  - 週末（1） = OP映像（2）の後、最新のニュース映像（時にトップニュースや連日報道されているニュース映像）をバックに画面左上にニュースのタイトルを表示(例：成立、逮捕、結成等)。その後スタジオ周辺にフェードし提供クレジット、本編に入る。
  - 週末（2） = OP映像（2）の後、ヘッドラインを3つ紹介し、3本目の映像をバックに提供クレジット（偶にスタジオ周辺にフェードすることも有り）、本編に入る（この代から初めて週末版にもヘッドラインが付いた）。

- 5代目 1997年度後期 - 1999年度『神山純一』

『OP(1) 色とりどりの球体(地球)が下から中央に滝流しをする映像を流す。（平日のみ）/OP（2）色とりどりの球体（地球）が旋風する様な形で球体の中からタイトルロゴが現れ、球体が周辺を囲み回りながら「JNN」を除いて（ニ）（ュ）（ー）（ス）（の）（森）のタイトルロゴを1文字ずつ左から右へ回転させながら【JNNニュースの森】を完成させ、タイトルロゴの下に「THE EVENING NEWS」が並べられる。（平日・週末同様）』
- - 平日 = OP（1）の後、ヘッドラインを3つ紹介（次の項目に行く途中にCGのワイプ映像を出すが週末は出さない。）、3本目のヘッドライン後、OP2)を出し 画面がフェードしてスタジオ周辺を映し、本編に入る。
  - 週末 = OP（2）の後、ヘッドラインを3つ紹介、3本目のヘッドライン紹介後に提供クレジット（偶にスタジオにフェードすることも有り）、本編に入る。

- 6代目 2000年度 - 2001年度前期『本間勇輔（The Evening News TEAM）』
  - 『OP(1) 上下赤青の画面中央から白のラインがどアップすると同時に様々な人達のシルエット囲む様にどアップしながら右へ移動し左からNEWSの逆文字【SWEN】が流れ去り、画面左から黄色のレーザー光線が右へ移動するのと同時に夕焼けの街並みに変わる。画面右下からは【HEAD LINE】が中央下に移動。街並み地周辺には交差する様にTBSの正式名称【Tokyo Broadcasting Sytem】とJNNの正式名称【Japan News Network】が循環。/OP（2）夕焼けの街並みをバックに白い光がフラッシュを繰り返しながら1文字ずつどアップしながら中央にタイトルロゴを並べながら表示して【JNNニュースの森】が完成。CGは同時に夕焼けの街並みから紫のカーテン映像に変わり、タイトルロゴは白く消える様に分離してCG映像のカーテンが左下から捲れてスタジオ周辺を映し、本編に入る。（週末版はOP（2）の後の映像は無し）』この代も1997年度後期 - 1999年度と同じ流れとなる。

- 7代目 2001年度後期 - 2002年度前期 『神山純一 （秋のめぐり逢い）』季節ごとにCGアニメーションを使用し、この代から平日と週末のOP映像が統一。
- 『秋Ver/ どんぐりの木から森をかき分ける様に前へ進むと同時、秋の枯葉や落ち葉を囲む様に【JNN THE EVENING NEWS】を並べると同時にタイトルロゴ【JNNニュースの森】を完成させる。』
- 『冬Ver/斜面の雪道をゆっくり移動すると同時に、タイトルロゴを表示し、【JNN THE EVENING NEWS】が並べられ、【JNNニュースの森】が完成。』
- 『春Ver/花畑に止まっている黄色の蝶々が飛び交う様、正面の草原に移動すると同時に画面上空と右側から舞い降りるようにタイトルロゴが形成、同時に【JNN THE EVENING NEWS】が並べられ、【JNNニュースの森】が完成。』
- 『夏Ver/大きな木に生えている緑の葉の水滴が池の下にポタリと落ちたと同時にタイトルロゴが現れて【JNN THE EVENING NEWS】が並び、【JNNニュースの森】が完成。』
- 平日 = OP映像の後、ヘッドラインを3つ紹介（次の項目を紹介する際に若干、タイトルロゴとバックのCGが見られる。）、本編に入る。
- 週末 = 流れは同じだが、週末版は 提供クレジットを出す為、5秒程BGMが長くなる。そして本編。

- 8代目 2002年度後期 - 2004年度前期『神山純一（ニュースの森2002）』

『トップニュースの映像をバックに透明なタイトルロゴがどアップで左右に移動し、画面中央に小さくタイトルロゴ【JNNニュースの森】を表示。2秒後、タイトルロゴは1文字ずつひっくり返る様に消える。』
- 9代目 2004年度後期『服部隆之（Truth）』

『トップニュースの映像をバックに画面左上からどアップしたタイトルロゴが1文字ずつ飛行しながら画面右下を経由しながら画面左下に高速移動して1文字ずつ並べてタイトルロゴ【JNNニュースの森】が完成。2秒後タイトルロゴが消える。』
この代も7・8代目と同様だが、平日はヘッドラインの際、テロップと同時にメインキャスターのどアップが映し出されたが、週末版はこれまで通りのヘッドラインとなった。

## エンディングテーマ
| 期間      | 期間      | 歌手          | 曲                               |
| --------- | --------- | ------------- | -------------------------------- |
| 1990.4.2  | 1992.10.4 | 久保田利伸    | MAMA UDONGO ～まぶたの中に…～    |
| 1992.10.5 | 1993.3.31 | Heart of Gold | Twilight Time                    |
| 1993.4.1  | 1994.10.2 | 鈴木祥子      | ときめきは涙に負けない           |
| 1994.10.3 | 1994.11   | 神山純一      | 黄昏に                           |
| 1996.2    | 1996.3    | 神山純一      | 晩鐘の風景                       |
| 1996.4    | 1996.6    | 神山純一      | グッド・イヴニング               |
| 2000.4    | 2001.9    | 本間勇輔      | The Evening News Theme           |
| 2001.10   | 2001.12   | 神山純一      | 秋のめぐり逢い-落ち葉のPavement- |
| 2002.1    | 2002.3    | 神山純一      | 冬のアダージョ                   |
| 2002.10   | 2004.9    | 神山純一      | 風に乗って                       |

## 備考

### 二ヶ国語放送
当番組の特徴の一つに、前番組の『JNNニュースコープ』から続く副音声による英語同時通訳の二ヶ国語放送実施があげられる。かつては他系列でも行われていたが次々と取りやめられ、1993年以降民放では唯一JNN系列のこの時間帯の番組だけが行っていた。なお、二ヶ国語放送パートは番組開始時に『ニュースコープ』が編成されていた平日18時台後半から平日18時台前半に繰り上げられた。

### JNN各局の番組状況
- 全国ニュースは基本的には『JNNニュースの森』で統一。ただし、ローカルの場合は各地域ごとに番組名や内容、放送形態が異なる。それらの番組については、JNN夕方ローカルニュース一覧を参照のこと。
- なお、テレビユー山形では番組終了後の2006年3月まで特集（関東ローカル枠）をネットしていた他、2000年3月まではスポーツや天気まで関東ローカル枠を完全ネットしていた[注 16][注 17]。これは同局が開局当時、経費を抑える為必要最低限の報道取材活動しか行えず、ローカルニュースだけのワイド番組を制作する事ができなかったためである。
- また、チューリップテレビも1990年10月の開局から1993年9月まではローカルニュースを17:30から30分枠で放送していたため、この期間は関東ローカル枠を完全ネットしていた。

### 拡大放送
重大なニュースがあった場合は、放送時間を1時間早めて放送していた。この場合は「JNNニュースの森特集」「JNNニュースの森総力特集」「JNNニュースの森緊急特集」などとして放送された。
- 1999年9月30日に発生した東海村臨界事故の時は「JNNニュースの森緊急特番」というタイトルであった。また、2004年5月22日の小泉純一郎首相（当時）が北朝鮮に再訪朝した際は「ニュースの森拡大版」というタイトルであった。なお、「緊急特番」などというタイトルは、後継番組「JNNイブニング・ニュース」でも引き続き使われた。
- ただ、事象やニュースの発生時間によっては「JNNニュースの森」ではなく「報道特別番組」として放送される場合もあった。この場合は「ニュースの森」のキャスターではなく、アナウンサーが担当する場合もある。1995年10月7日の上祐史浩オウム緊急対策本部長（当時）の逮捕状請求（TBSアナウンサーの奈良陽と吉川美代子が担当）、1999年10月1日の東海村臨界事故の関連ニュース（TBSアナウンサーの柴田秀一と長峰由紀が担当）はこのケースにあたる。
- 1991年の湾岸戦争の開始・終結時や1995年3月20日に発生した地下鉄サリン事件では、20時頃まで番組が延長された。
- 1995年1月17日の阪神・淡路大震災では全編全国ネットとなった。2002年9月17日の小泉純一郎首相（当時）の北朝鮮訪朝の際も全編全国ネットとなったが、この時は「ニュースの森」ではなく「JNN報道特別番組」としての放送だった[注 18]。また、1995年6月21日の全日空857便ハイジャック事件では、北海道放送が当時放送していた「テレポート6」を休止して、関東ローカル枠を放送した。

### 年末年始の放送
- 年末年始は、1999年始までは他の時間帯と同様『JNNニュース』が放送されたが（夕方は30分間、その他の時間帯は15分間）、1999年末以降は当番組が30分の短縮版として放送された。これ以降夕方のニュースで通常の番組を放送しなかった体制は、1999年・2000年末と2009年末・2010年始[注 19]のみである。
- なお、大晦日だけは2001年まで15分間の『JNNニュース』として伝えていたが、2002年は放送時間は15分のままで『JNNニュースの森』として放送された（この日の担当は升田尚宏アナウンサー）。2003年からは大晦日も30分間の放送となった。
- キャスターは、ベテランの女性アナウンサーがメイン格を務め、当日昼の『JNNニュース』、午後の『TBSニュース』の3番組を兼務。当直勤務の若手男性アナウンサーがサブ格を務め、当日夜の『JNNフラッシュニュース』、深夜と翌朝の『JNNニュース』の4番組を兼務する（深夜と早朝のラジオニュースも兼務）という体制であった。
- ただし、1999年末と2001年始放送は、通常どおり松原・進藤がメインキャスターを担当。後者に関しては和服姿でニュースを伝えた。また、2002年始と2002年12月30日放送は、杉尾・小川・豊田・森田が務め、2002年1月1日放送では豊田・森田が和服姿で出演した[注 20]。
- なお、『イブニング・ニュース』時代や『Nスタ』時代もこの体制を受け継いでいるが、2018年・2019年1月2日・1月3日、2022年1月3日の『Nスタ』は通常の平日版の出演者・体裁による1時間の短縮版で放送された[注 21]。

### TBSビデオ問題
- 1995年10月19日に、日本テレビの『NNN昼のニュース』で「（坂本弁護士一家殺害事件についての取り調べで）早川紀代秀が"TBSで坂本弁護士のインタビュービデオを放送前に視聴して、その内容を麻原彰晃に報告した"と供述している」と報道された（いわゆるTBSビデオ問題）[4]。その際、TBSは10月19日この番組で杉尾が「TBSが教団の幹部に取材テープを見せたかのようなニュースを（日本テレビは）放送しました。しかしながらTBS社内の調査では、テープを見せた事実はありません」と日本テレビに抗議した旨を全国ネット枠で放送した[4]。この「見せた事実はない」とした放送を他局がこぞってTBSが否定した証拠映像としてのちに何度も使っている[注 22]。

### その他
- 平日のヘッドラインのナレーションは2004年9月まで鈴木順が務めた。鈴木順に至ってはヘッドラインだけでなく番組内のナレーション全体も担当。ただし末期の特集コーナーだけは生野文治の担当で固定した。
- 平日のネット枠からローカル枠への切り替え時、関東（TBS）向けへはCM後に放送される特集などの予告を5秒、関東以外に向けてはスタジオの俯瞰映像や別カメラが移動しながら原稿を整理するキャスターの様子などを5秒それぞれ放送していた[注 23]。
- 土曜・日曜のスポーツニュースは全国ニュース枠で放送していた。平日も、同様にスポーツコーナーを全国ニュース枠で放送した時期が何度かあった[注 24]。
- 天気予報は平日・土曜・日曜共ローカル枠での放送だったが、2004年9月から番組終了までは平日のみ全国ニュース枠でも天気予報を放送していた。民放の夕方のニュースではテレビ朝日の『スーパーJチャンネル』[注 25]以来、およそ4年半ぶりであった。